# Piața Unirii (cartier în Constanța)
Piața Unirii este un cartier din centrul orasului Constanța. Locatia este data de perimetrul oferit de intersecțiile bulevardului Tomis și a străzii Răscoalei 1907 cu bulevardului Ferdinand si strada Cuza Voda. Vecinatatile cartierului, la Bd Ferdinand, este un parc unde au fost executate la inceputul secolului XX sapaturi arheologice. Acolo se află si o hartă cu toate cetățile antice de pe teritoriul Dobrogei. Spre Bd Tomis se afla Muzeul de Arta Constanta, considerat pe plan național un important și reprezentativ spațiu de expunere, păstrare, valorificare și cercetare a creației vizuale românești din perioada modernă (există și un patrimoniu variat de artă contemporană – națională și locală –, utilizat cu precădere în cadrul expozițiilor temporare). Pe partea strazii Cuza Voda, Piata Unirii se invecineaza cu un ansamblu de blocuri care este baza cartierului, iar la strada Rascoalei 1907 se afla vechea piata, a taranilor, care in trecut a fost echilibrata de constructia moderna a Pietei Unirii.

 Acest articol despre o localitate din județul Constanța este deocamdată un ciot. Puteți ajuta Wikipedia prin completarea lui.